# Flor de neu
La flor de neu (Leontopodium alpinum), també coneguda per la paraula alemanya Edelweiss (o Edelweiß, que significa 'blanc pur'), és una planta de la família de les asteràcies. Es tracta d'una flor que creix en petits grups a les prades alpines i roquerars d'altura de les serralades europees, de no més de 10 cm d'alçada, amb bràctees gruixudes, carnoses i cobertes d'un pèl fi. És de color blanc amb tonalitats verdoses o groguenques. En l'actualitat és una planta protegida per evitar-ne la desaparició.
A la península Ibèrica tan sols es troba als Pirineus, sobretot al Parc Nacional d'Ordesa i Mont Perdut i a la serra del Catllaràs.
És la flor nacional de Suïssa. Al Tirol, la flor de neu representava la puresa i l'amor i el costum volia que, el dia del casament, el promès n'oferís un pomell a la promesa.

## Descripció
Les fulles i les flors estan cobertes per pèls blancs i semblen com de cotó (toment). Les tiges de flors de neu poden créixer fins a una mida de 3–20 cm (en cultiu, fins a 40 cm). Cada brot consisteix en cinc o sis floretes en clúster (5 mm) envoltades per "pètals" blancs (tècnicament bràctees) en una formació de doble estrella. Les flors floreixen entre juliol i setembre.

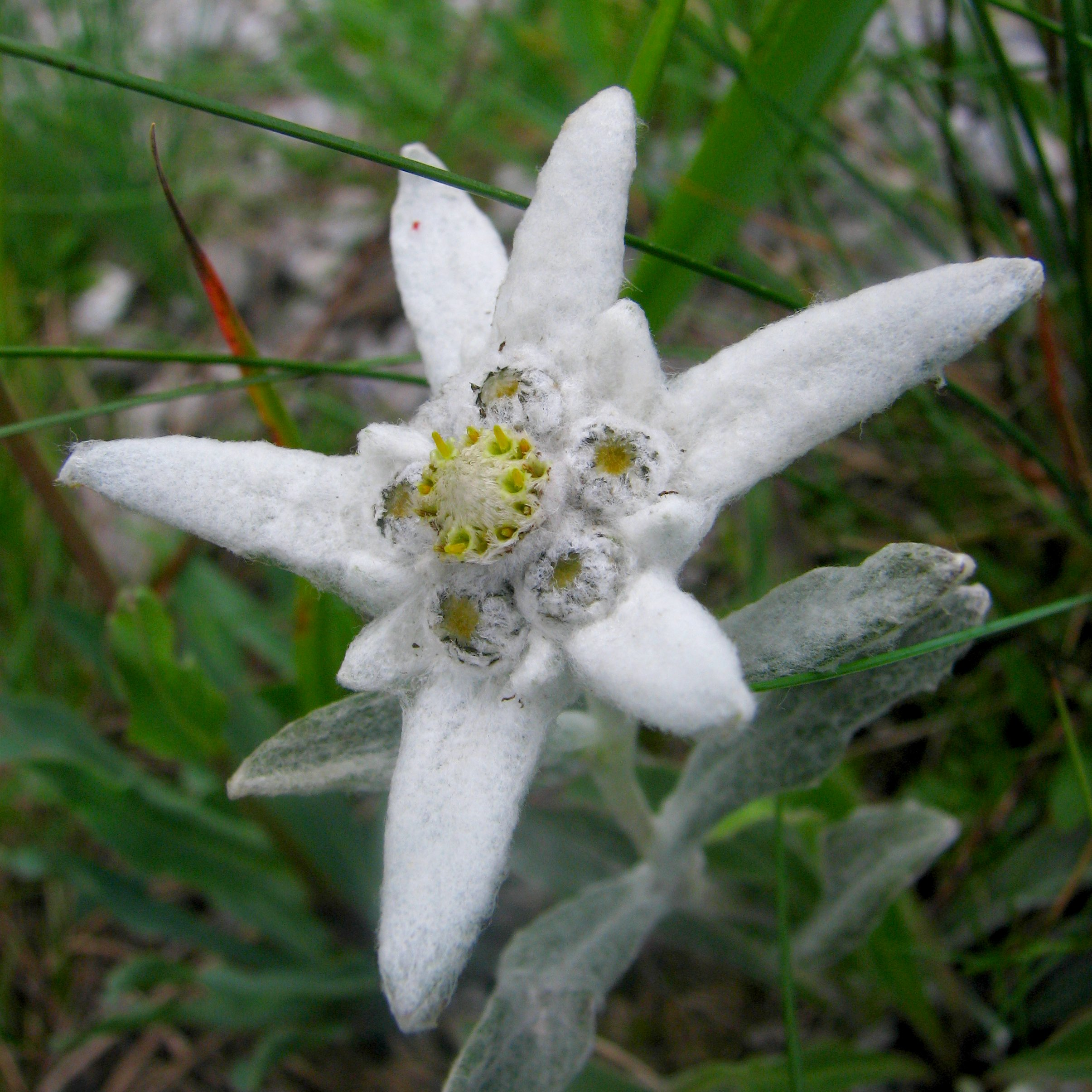
Versió de principis de temporada amb els florets centrals sense desenvolupar totalment. Espècimen de les muntanyes Tatra de Polònia
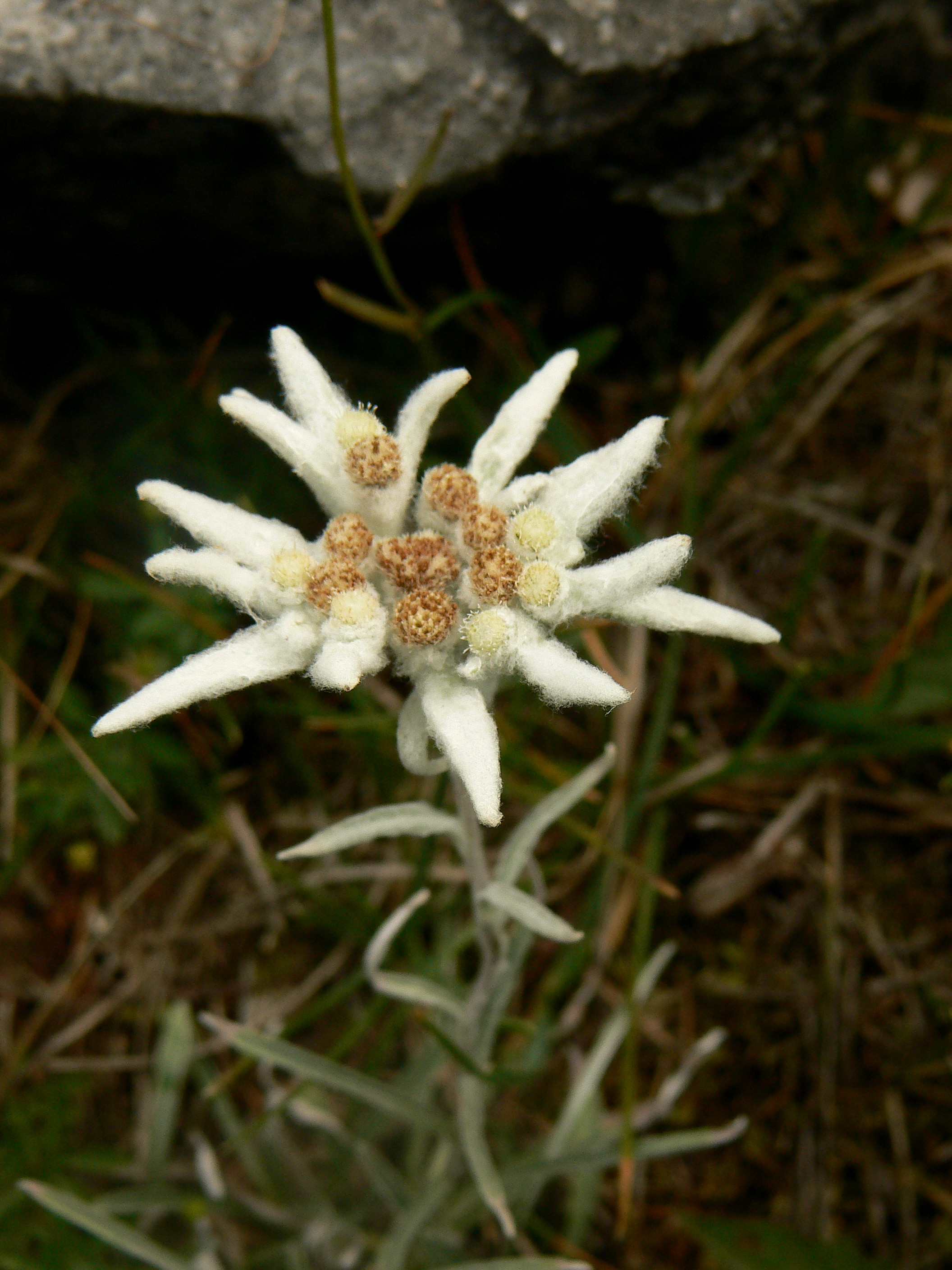
Aparença típica de mitjans de temporada. Espècimen dels Alps italians
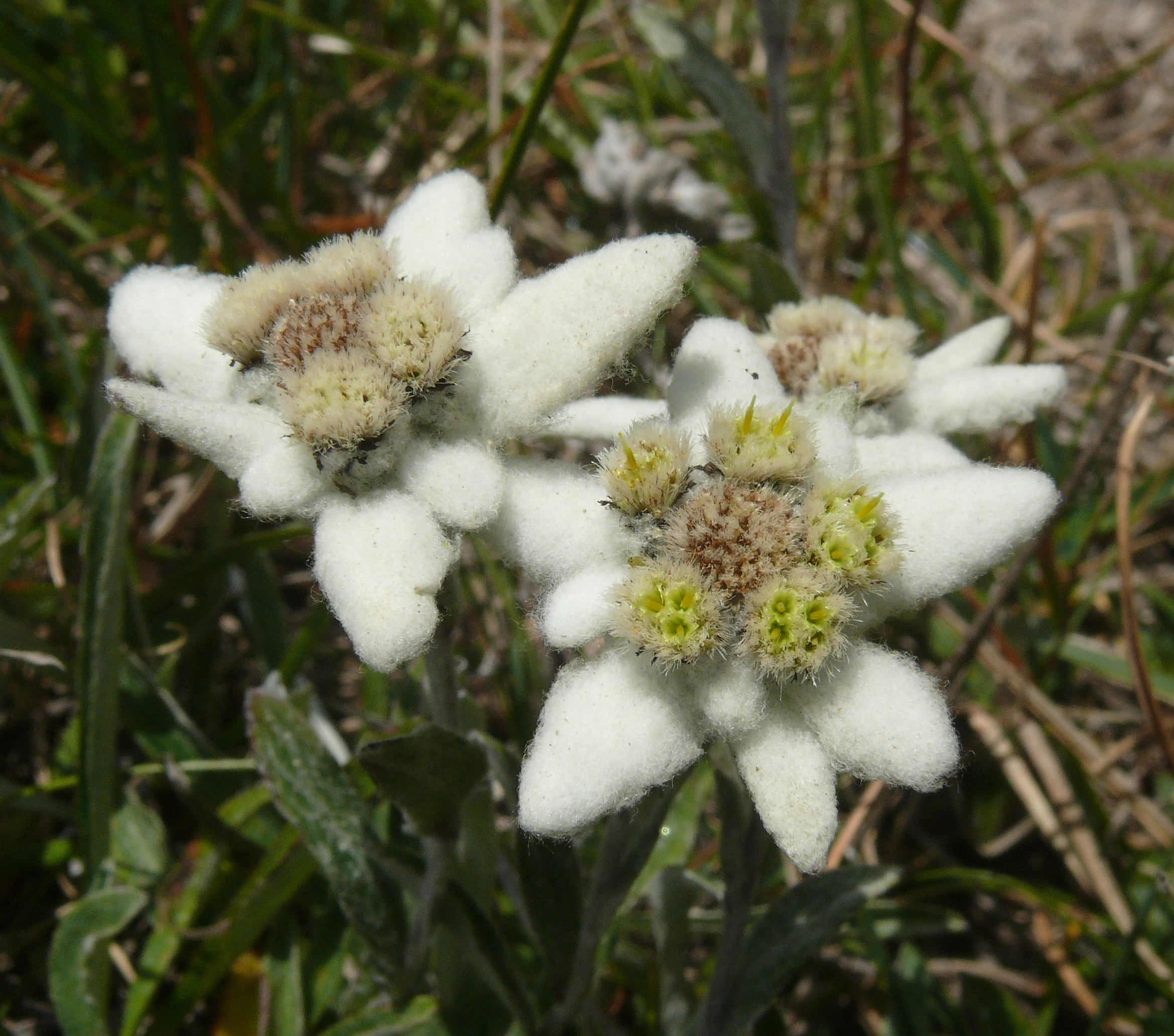
Versió de finals de temporada amb una aparença "gruixida". Espècimen dels Alps
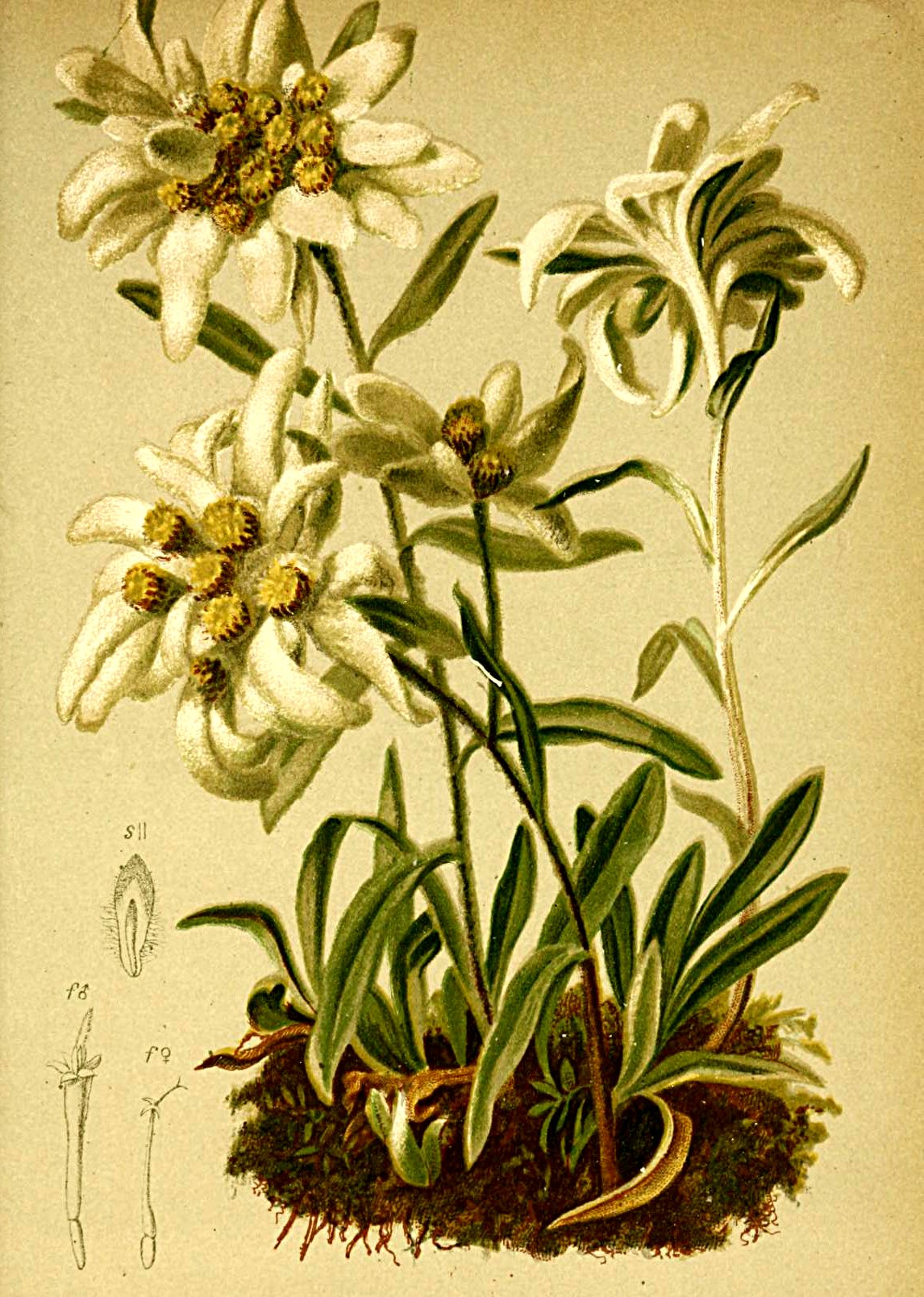
Il·lustració botànica